# (5399) Awa
(5399) Awa est un astéroïde de la ceinture principale.

## Description
(5399) Awa est un astéroïde de la ceinture principale. Il fut découvert le 29 janvier 1989 à Tokushima par Masayuki Iwamoto et Toshimasa Furuta. Il présente une orbite caractérisée par un demi-grand axe de 2,81 UA, une excentricité de 0,19 et une inclinaison de 3,7° par rapport à l'écliptique.

## Compléments